# Council on Foreign Relations
O Council on Foreign Relations (CFR) é um think tank sediado em Nova Iorque, Estados Unidos, com escritórios em Washington, D.C., voltado para a política externa e assuntos internacionais. Segundo seus representantes, trata-se de uma entidade dedicada a aumentar a compreensão norte-americana sobre o mundo e contribuir com ideias para a política internacional do país. É responsável pela edição do periódico Foreign Affairs. Atualmente é presidido por Richard N. Haass.

## História
Fundado em 1921, o CFR surgiu da experiência dos pouco mais de vinte pesquisadores do The Inquiry, grupo formado por  aproximadamente 150 pessoas em setembro de 1917 pelos assessores próximos do Presidente Woodrow Wilson para assessorá-lo na Conferência de Paz de Paris ao término da Primeira Guerra Mundial.
A entidade teria tido como membros fundadores magnatas como:
- J.P. Morgan
- John D. Rockefeller
- Paul Warburg
- Otto Kahn
- Jacob Schiff
- Edward M. House

Em 2019, um dos seus pesquisadores, Elliott Abrams, foi nomeado pelo Presidente Donald Trump como representante especial para a Venezuela.